# Shortridge-Felsenmaus
Die Shortridge-Felsenmaus (Petromyscus shortridgei) ist ein Nagetier in der Gattung der Afrikanischen Felsenmäuse, das im Südwesten Afrikas vorkommt.
Die Art erreicht eine Kopf-Rumpf-Länge von 65 bis 98 mm, eine Schwanzlänge von 74 bis 104 mm und ein Gewicht von 12 bis 31 g. Die Länge der Hinterfüße beträgt 15 bis 20 mm und die Ohren sind 13 bis 18 mm lang. Das seidenweiche Fell der Oberseite hat eine braune Farbe mit verstreuten schwarzen Punkten, während die Unterseite grau gefärbt ist. Der Schwanz besitzt eine hellere Unterseite. Auf den Gliedmaßen kommt fast weißes Fell vor. Die Shortridge-Felsenmaus hat vier Finger an den Vorderpfoten und fünf Zehen an den Füßen. Bei Weibchen kommen vier Zitzen vor.
Das Verbreitungsgebiet der Art liegt im Südwesten Angolas und im Norden Namibias. Die Shortridge-Felsenmaus lebt in Gebieten, die auf 100 bis 1500 Meter Höhe liegen. Sie hält sich in felsigen Halbwüsten auf, in denen vereinzelt Büsche vorkommen.
Als Nahrung dienen vorwiegend Pflanzensamen, die mit Insekten und grünen Pflanzenteilen komplettiert werden. Mehrere Weibchen, die mit zwei bis vier Embryos trächtig waren, wurden zwischen August und Mai dokumentiert.
Für den Bestand der Art liegen keine Bedrohungen vor. Die Shortridge-Felsenmaus wird von der IUCN als „nicht gefährdet“ (least concern) gelistet.